# Tommi Larsen
Tommi Larsen (født 20. maj 1944 i Vridsløselille) er en dansk geograf, lokalpolitiker og tidligere atlet, der bl.a. repræsenterede Glostrup IC.
Tommi Larsen var midt i 1960'erne en af Danmarks bedste løbere på sprintdistancerne og havde sin bedste sæson i 1965, hvor han opnåede sine bedste tider og tre DM-medaljer. Han var i en uge medindehaver af den danske rekord i 100 m løb, idet han den 13. juni 1965 i Glostrup tangerede rekorden på 10,6 sekunder, som seks andre løbere i forvejen delte. Han mistede imidlertid rekorden igen blot syv dage senere, hvor Jørn Palsten forbedrede den til 10,5 sekunder. Den 1. juli 1965 løb Tommi Larsen faktisk distancen på 10,4 sekunder ved et stævne på Frederiksberg, men på grund af for meget medvind kunne tiden ikke anerkendes som rekord. Han løb første tur på det nationshold, der den 19. september 1964 i Breda tangerede den danske rekord i 4 × 100 m løb med 41,7 sekunder, og året efter deltog han som anden løber på det nationshold, der i forbindelse med Europa Cup'en i atletik 1965 i Enschede, Holland satte ny dansk rekord på distancen med 40,9 sekunder.
Tommi Larsen voksede op i Glostrup og Herstedøster men har boet i Bramming siden 1974. Han blev student fra Rødovre Statsskole i 1963 og i 1971 blev han cand.scient. i geografi og geologi fra Københavns Universitet. Han underviste i geografi på Esbjerg Statsskole fra 1972 til 2011 og i ingeniørgeologi på Esbjerg Teknikum. Han er geologisk rådgiver for et ingeniørfirma i Esbjerg.
Han var medstifter af Folkelisten i Bramming og byrådsmedlem i Bramming Kommune for Folkelisten fra 1982 til 2002, hvorefter han frivilligt overlod byrådspladsen til sin suppleant efter en sag om spirituskørsel. (2004). Han har altid været optaget af det kurdiske spørgsmål og er medlem af Dansk-kurdisk Venskabsforening i Esbjerg. I 2014 deltog han i en tre dage lang sultestrejke for at gøre opmærksom på de vilkår, kurderne lever under i Kobane og Shingal, hvor Islamisk Stat angreb civile kurdere.
I 1989 var han medstifter af Bramming Egnsmuseum, og han var bestyrelsesformand for museet i perioden 1990-2012, hvorefter han fortsatte som næstformand. Da bestyrelsen i 2015 vedtog at museet skulle lægges ind under Sydvestjyske Museer, var Tommi Larsen den eneste, der stemte imod. Museets selvstændighed var hjerteblod for ham.
Tommi Larsen er far til to børn, herunder forfatteren og skribenten Rune Engelbreth Larsen.

## Danske mesterskaber i atletik
Tommi Larsen har vundet fire individuelle medaljer ved DM i atletik, og derudover var han med på Glostrup IC's hold, der vandt danmarksmesterskabet i 4 × 100 m løb i 1966.
| Mesterskab | Disciplin | Placering | Resultat |
| ---------- | --------- | --------- | -------- |
| 1964       | 100 m     | Sølv      | 10,7     |
| 1965       | 100 m     | Sølv      | 10,8     |
| 1965       | 200 m     | Sølv      | 21,5     |
| 1965       | 400 m     | Guld      | 48,9     |
| 1966       | 4 × 100 m | Guld      | 43,1     |

Han vandt endvidere følgende juniormesterskaber.
| Mesterskab | Aldersklasse | Disciplin | Placering | Resultat |
| ---------- | ------------ | --------- | --------- | -------- |
| 1964       | 19-20 år     | 100 m     | Guld      | 10,6w    |
| 1964       | 19-20 år     | 200 m     | Guld      | 22,3w    |

## Personlige rekorder
| Disciplin | Resultat | Sted              | Dato            | Ref.  |
| --------- | -------- | ----------------- | --------------- | ----- |
| 100 m     | 10,6     | Glostrup, Danmark | 13. juni 1965   | [ 2 ] |
| 200 m     | 21,7     | Bagsværd, Danmark | 26. august 1965 | [ 2 ] |
| 400 m     | 48,5     | Malmö, Sverige    | 24. august 1965 | [ 2 ] |